# Villogorgia zimmermani
Villogorgia zimmermani is een zachte koraalsoort uit de familie Plexauridae. De wetenschappelijke naam van de soort werd in 1949 gepubliceerd door Frederick M. Bayer.